# Integral incompleta de Fermi–Dirac
Em matemática, a integral incompleta de Fermi–Dirac para um índice j é dada por
{\displaystyle F_{j}(x,b)={\frac {1}{\Gamma (j+1)}}\int _{b}^{\infty }{\frac {t^{j}}{\exp(t-x)+1}}\,dt.}
É uma definição alternada do polilogaritmo incompleto.